# Bälinge (Luleå)
Bälinge is een stadje (tätort) binnen de Zweedse gemeente Luleå. Het stadje is gelegen op de zuidoever van de Gammelstadfjord en ligt daar tegenover Gammelstad en Södra Sunderbyn. Het dorp ligt aan de voet van de Bälingberget, een heuvel van 139 meter hoogte, die tevens is ingericht als natuurreservaat. Aan de overzijde van de heuvel ligt Bälingsträsket, een meer van 4 km² oppervlak.
Bestuurscentrum: Luleå (Tätort)
Tätort: Alvik · Antnäs · Bälinge · Bensbyn · Bergnäset · Brändön · Ersnäs · Gammelstad · Jämtön · Kallax · Karlsvik · Klöverträsk · Måttsund · Persön · Råneå · Rutvik · Södra Sunderbyn
Småort: Ale · Ängesbyn · Avan · Björknäs en Harrviken · Björsbyn · Böle · Börjelslandet · Brännan · Bränslan · Fällträsk · Gäddvik · Hagaviken · Midbyn · Mörön · Niemisel · Norra Gäddvik · Örarna · Reveln · Smedsbyn · Södra Prästholm · Sundom · Vitå
Overig: Alhamn · Skäret · Niemiholm